# Draba subamplexicaulis
Draba subamplexicaulis är en korsblommig växtart som beskrevs av Carl Anton von Meyer. Draba subamplexicaulis ingår i släktet drabor, och familjen korsblommiga växter. Inga underarter finns listade i Catalogue of Life.